# Fabio Balducci
Fabio Balducci, detto Baldorex (Faenza, 23 marzo 1972), è un pilota motociclistico italiano.

## Carriera
Ex pilota di motocross e supercross, partecipa al Campionato del Mondo Supermoto ed è detentore di due titoli nazionali di Supermotard, un titolo italiano supercross e con la nazionale italiana supermoto ha vinto il trofeo delle nazioni
Dopo alcuni anni in Honda e TM, nel 2009 corre nel team Suzuki Lux Performance. Nel 2011 cambia casacca passando al Team KTM Italia Miglio Racing.

### Palmarès
- 1992: 2º posto Campionato Italiano Motocross Junior classe 125cc
- 1993: 4º posto Campionato Europeo Motocross classe 125cc
- 1993: Debutto nel Campionato del Mondo Motocross classe 125cc
- 1994: 11º posto Campionato del Mondo Motocross classe 125cc
- 1995: 18º posto Campionato del Mondo Motocross classe 125cc - infortunio
- 1996: Momentaneo ritiro dalle corse
- 1997: 7º posto Campionato Italiano Motocross classe 125cc
- 1998: Debutto nel Supercross
- 1999: Debutto nel Campionato del Mondo Supercross
- 1999: Campione Italiano Supercross classe 250cc
- 1999: 2º posto Campionato Tedesco Supercross classe 250cc
- 1999: Vincitore Jim Beam Supercross Cup classe 250cc
- 2000: Vincitore Jim Beam Supercross Cup classe 250cc (su Honda)
- 2000: 10º posto Campionato Tedesco Supercross classe 250cc (su Honda)
- 2000: Partecipazione Campionato del Mondo Supercross (su Honda)
- 2000: Partecipazione Campionato del Mondo Motocross 125cc (su Honda)
- 2001: Partecipazione Campionato del Mondo Motocross 250cc - infortunio
- 2001: 15º posto Campionato Italiano Supermoto classe Sport (su Honda)
- 2002: 2º posto Campionato Italiano Supermoto classe Sport (su Honda)
- 2002: 29º posto Campionato del Mondo Supermoto (su Honda)
- 2002: 7º posto Sliding Superbowl di Genova classe All Stars (su Suzuki)
- 2003: 11º posto Campionato Italiano Supermoto classe Prestige (su TM)
- 2003: 15º posto Campionato Italiano Supermoto classe Sport (su TM)
- 2003: 23º posto Campionato del Mondo Supermoto S2 (su TM)
- 2004: Campione Italiano Supermoto classe Sport (su TM)
- 2004: 7º posto Campionato del Mondo Supermoto S2 (su TM)
- 2004: 8º posto Extreme Supermotard di Bologna (su TM)
- 2005: 2º posto Campionato Italiano Supermoto classe Sport (su Honda)
- 2005: 9º posto Campionato del Mondo Supermoto S2 (su Honda)
- 2006: 3º posto Campionato Italiano Supermoto classe Sport (su TM)
- 2006: Campione del Mondo al Supermoto delle Nazioni (Team Italia) (su TM)
- 2006: 6º posto Campionato del Mondo Supermoto S2 (su TM)
- 2007: Campione Italiano Supermoto S1 (su TM)
- 2007: 12º posto Campionato del Mondo Supermoto S1 (su TM)
- 2007: 28º posto Campionato del Mondo Supermoto S2 (su TM)
- 2007: 6º posto Extreme Supermotard di Bologna (su TM)
- 2008: 2º posto Campionato Italiano Supermoto S1 (su Suzuki)
- 2008: 8º posto Campionato del Mondo Supermoto S1 (su Suzuki)
- 2009: 5º posto Campionato Italiano Supermoto S1 (su Suzuki)
- 2009: 2º posto Extreme Supermotard di Bologna (su Suzuki)
- 2009: 6º posto King Of Motard di Cogliate (su Suzuki)
- 2010: 11º posto Campionato Italiano Supermoto S1 (su Suzuki) - infortunio
- 2010: 18º posto Campionato del Mondo Supermoto S1 (su Suzuki) - infortunio
- 2011: 7º posto Campionato Italiano Supermoto S1 (su KTM)